# Punctoterebra baileyi
Punctoterebra baileyi é uma espécie de gastrópode do gênero Punctoterebra, pertencente a família Terebridae.